# Malaysia Open Grand Prix Gold 2009
Der Malaysia Open Grand Prix Gold 2009 im Badminton fand vom 23. bis 26. Juni 2009 in Johor Bahru statt.

## Austragungsort
- Stadium Bandaraya Johor Bahru, Johor Bahru, Malaysia

## Medaillengewinner
| Disziplin    | Gold                         | Silber                     | Bronze                             |
| ------------ | ---------------------------- | -------------------------- | ---------------------------------- |
| Herreneinzel | Lee Chong Wei                | Chen Long                  | Hu Yun                             |
| Herreneinzel | Lee Chong Wei                | Chen Long                  | Wong Choong Hann                   |
| Dameneinzel  | Wang Shixian                 | Wang Xin                   | Pi Hongyan                         |
| Dameneinzel  | Wang Shixian                 | Wang Xin                   | Wong Mew Choo                      |
| Herrendoppel | Koo Kien Keat Tan Boon Heong | Gan Teik Chai Tan Bin Shen | Mak Hee Chun Tan Wee Kiong         |
| Herrendoppel | Koo Kien Keat Tan Boon Heong | Gan Teik Chai Tan Bin Shen | Alvent Yulianto Hendra Gunawan     |
| Damendoppel  | Ma Jin Wang Xiaoli           | Chin Eei Hui Wong Pei Tty  | Liu Fan Frances Vanessa Neo Yu Yan |
| Damendoppel  | Ma Jin Wang Xiaoli           | Chin Eei Hui Wong Pei Tty  | Gao Ling Wei Yili                  |
| Mixed        | Zheng Bo Ma Jin              | Xu Chen Zhao Yunlei        | Hendra Gunawan Vita Marissa        |
| Mixed        | Zheng Bo Ma Jin              | Xu Chen Zhao Yunlei        | Zhang Nan Pan Pan                  |

## Finalergebnisse
| Disziplin    | Sieger                       | Finalist                   | Ergebnis            |
| ------------ | ---------------------------- | -------------------------- | ------------------- |
| Herreneinzel | Lee Chong Wei                | Chen Long                  | 21–16, 21–9         |
| Dameneinzel  | Wang Shixian                 | Wang Xin                   | 21–16, 18–21, 21–10 |
| Herrendoppel | Koo Kien Keat Tan Boon Heong | Gan Teik Chai Tan Bin Shen | 21–11, 21–13        |
| Damendoppel  | Ma Jin Wang Xiaoli           | Wong Pei Tty Chin Eei Hui  | 21–9, 21–11         |
| Mixed        | Zheng Bo Ma Jin              | Xu Chen Zhao Yunlei        | 5–5, Aufgabe        |